# أدريان بوتا
أدريان بوتا (بالإنجليزية: Adriaan Botha) هو منافس ألعاب قوى جنوب أفريقي، ولد في 8 مارس 1977.

## وصلات خارجية
- أدريان بوتا على موقع الاتحاد الدولي لألعاب القوى (الإنجليزية)
- أدريان بوتا على موقع اتحاد ألعاب الكومنولث (مؤرشف) (الإنجليزية)